# Micoureus constantiae
La marmosa lanuda de vientre pálido (Micoureus constantiae) es una especie de marsupial didelfimorfo de la familia Didelphidae.
Se trata de un pequeño marsupial sin marsupio de costumbres arborícolas y nocturnas que habita selvas húmedas del este de Bolivia, Estado brasileño de Mato Grosso, NOA de Argentina. Se alimenta probablemente de insectos, frutos,  pero puede comer también pequeños roedores, lagartijas,  huevos de aves.